# Stenforsbacka
Stenforsbacka är en by i Jumkils socken i Uppsala kommun i Uppsala län cirka 12 km norr om Järlåsa. Fram till år 2000 klassade SCB den som en småort